# クレイジー・ラヴ (ヴァン・モリソンの曲)
「クレイジー・ラヴ」（Crazy Love）は、ヴァン・モリソンの楽曲。多くのミュージシャンにカバーされている。
1970年2月28日発売のアルバム『ムーンダンス』に収録された。同年5月、オランダでのみシングルカットされた。同シングル盤のジャケットにはヴァンと妻のジャネット・プラネットの写真が使われた（撮影者はエリオット・ランディー）。
エミリー・ヒューストン、ジュディ・クレイ、ジャッキー・ヴァーデルがバッキング・ボーカルを務めた。

## カバー・バージョン
- ジェシ・エド・デイヴィス - 『Jesse Davis』（1970年）に収録。
- ザ・ハプニングス - シングル「Chain of Hands」（1970年）のB面[4]。
- ヘレン・レディ - 『I Don't Know How to Love Him』（1971年）に収録。
- ヴィッキー・カー - 『Superstar』（1971年）に収録。
- リタ・クーリッジ - 『リタ・クーリッジ』（1971年）に収録。
- ブライアン・フェリー - 12インチ・シングル「Windswept」（1985年）に収録。
- カサンドラ・ウィルソン - トリビュート・アルバム『No Prima Donna: The Songs of Van Morrison』（1994年）に収録。
- エミリアナ・トリーニ - 『Crouçie d'où là』（1995年）に収録。
- ハリー・アンド・マック - 『Road to Louisiana』（1999年）に収録。ボーカルは久保田麻琴。
- エディ・フロイド - トリビュート・アルバム『Vanthology: A Tribute to Van Morrison』（2003年）に収録。
- レイ・チャールズ - 『Genius Loves Company』（2004年）に収録。ヴァンとのデュエット。
- ロッド・スチュワート - アルバム『グレイト・ロック・クラシックス』（2006年）に収録。
- マイケル・ボルトン - 『One World One Love』（2009年）に収録。
- マイケル・ブーブレ - 『Crazy Love』（2009年）に収録。
- スキマスイッチ - 『クリスマスがやってくる～Christmas Edition～』（2019年）に収録。